# Инасио Аччиоли де Серквейра-э-Сильва
Инасио Аччиоли де Серквейра-э-Сильва (порт. Inácio Accioli de Cerqueira e Silva; 1808, Коимбра - 1 августа 1865, Рио-де-Жанейро) – бразильский историк, один из основных летописцев Бразильской империи.

## Биография
Сын судьи. Образование получил в Университете Коимбрры.
В 1822 году сопровождал отца в Бразилию, где Инасио Аччоли вместе со своим отцом участвовал в борьбе за независимость, подвергался преследованиям и арестам со стороны властей. Был схвачен и отправлен в кандалах вместе с соратниками  в Лиссабон, где личным приказом короля Жуана VI в 1823 году освобождён и отправлен обратно в Бразилию.
Руководил театром Сан-Жуан, служил полковником, был лидером легиона гражданской милиции.
Оставил после себя важные исторические, географические и этнографические исследования Бразилии.
Его сочинение «Corographia paraense» (1833), поднявшее вопрос о происхождении индейского народа кватас-тануяс, наделало в своё время много шуму. 
Ему же принадлежит сочинение «Меmorias historicas e politicas da provincia da Ваhiа» (6 томов, 1835), написанное по заданию императора Педру II.